# Comunidad de villa y tierra de Yanguas

Comunidades de villa y tierra de la Extremadura castellana.

La Comunidad de villa y tierra de Yanguas fue una de las comunidad de villa y tierra de la Extremadura castellana, que tuvo vigencia desde el siglo XII hasta el siglo XIX.
Con el nombre de Partido de Yanguas formaba parte de la Intendencia de Soria, en la región española de Castilla la Vieja, hoy comunidad autónomas de Castilla y León.

## Toponimia e historia
Yanguas durante la Edad Media fue cabecera de una importante Comunidad de Villa y tierra llamadaTierra de Yanguas, en el censo de Floridablanca denominado Partido de Yanguas, señorío del marqués de Aguilar.

## Lugares que comprendía
La superficie era de 257,88 km² y contaba como centro la villa de Yanguas y un número de aldeas que oscilaba de entre 29 y las 28 siguientes, todas con jurisdicción de señorío. Entre paréntesis figura el municipio al que pertenecen.
| - Yanguas. - Aldea el Cardo (despoblado, Villar del Río. - Las Aldehuelas. - Bretún (Villar del Río). - Camporredondo (Villar del Río). - Los Campos (Las Aldehuelas). - Concordia (despoblado). | - La Cuesta (Villar del Río). - Diustes (Vilar del Río). - Laguna (Villar del Río). - Ledrado (Las Aldehuelas). - Lería (despoblado, Yanguas). - La Mata (despoblado, Yanguas). - Mayuéla (despoblado). | - Santa Cecilia (despoblado, Villar del Río). - Santa Cruz - Valdecantos (despoblado, Santa Cruz de Yanguas). - Valduerteles (Santa Cruz de Yanguas). - La Vega (despoblado, Yanguas). - Villartoso (Santa Cruz de Yanguas. - Villaseca Bajera (despoblado, Villar del Río). | - Villaseca Somera (despoblado, Las Aldehuelas). - Villar de Maya (Villar del Río). - Valória (Las Aldehuelas). - Vellosillo (despoblado, Yanguas). - Verguizas (Vizmanos). - Villar del Río. - Vizmanos. |  |